# Липшиц, Вернер
Вернер Людвиг Ли́пшиц-Линдли (нем. Werner Ludwig Lipschitz-Lindley; 28 марта 1892, Берлин — 1 февраля 1948, округ Рокленд, Нью-Йорк) — немецкий фармаколог и биохимик еврейского происхождения; состоял полным профессором фармакологии и директором института при Франкфуртском университете с 1926 по 1933 год. После прихода к власти в Германии национал-социалистов эмигрировал в Турцию, где стал директором института биохимии Стамбульского университета (1933—1938); затем переехал в США. Изучал принципы и механизмы воздействия лекарств и ядов на организм человека.

## Биография
Вернер Липшиц родился 28 марта 1892 года в Берлине; по окончании берлинской гимназии, он изучал медицину и химию в университетах Фрайбурга, Геттингена и Берлина. В 1915 году, под руководством нобелевского лауреата Эмиля Фишера, Липшиц защитил кандидатскую диссертацию в области естественных наук в химическом институте при Берлинском университете, а год спустя — в области медицины в Лейпцигском университете. Во время Первой мировой войны, в 1915—1916 годах, он служил военным врачом, а затем — в период с 1917 по 1918 год — работал в военном госпитале под Берлином, что позволило ему продолжить свою исследовательскую работу совместно с Фишером.
В 1918 году Липшиц стал ассистентом в фармакологическом институте при Франкфуртском университете, где через два года защитил докторскую диссертацию о механизме токсичности ароматических нитросоединений. После смерти профессора Александра Эллингера (1870—1923), Липшиц стал заместителем директора института, получив звание доцента в 1925 году; год спустя он стал преемником Эллингера — полным профессором фармакологии и директором института. В 1932—1933 годах он также являлся председателем Немецкого фармакологического общества.
После прихода к власти в Германии национал-социалистов, Липшиц — имевший «еврейские корни» — был освобожден от своих административных обязанностей, отстранен от научной работы и, по приглашению турецкого правительства от 1933 года, эмигрировал в Турцию, где временно был назначен директором недавно созданного института биохимии при Стамбульском университете. Перед началом Второй мировой войны — после того как весной 1938 года закончился его контракт с университетом в Стамбуле — Липшиц переехал в США, где начал работать на кафедре экспериментальной хирургии Нью-Йоркского университета. С лета 1940 года и до конца декабря 1947 года он работал фармакологом в компании «Lederle Laboratories» (Перл-Ривер, штат Нью-Йорк). В феврале 1948 года, в возрасте 55 лет, Липшиц скончался от последствий вирусной пневмонии, имея перспективу трудоустройства в Сиракузском университете.

## Научная деятельность
За годы своей научной деятельности Вернер Липшиц опубликовал около 110 работ: в центре его исследований было изучение принципов и механизмов воздействия лекарств и ядов — с целью выяснения общих фармакологических принципов. Он занимался описанием клеточных функций — включая анализ движения воды и металлов в организме человека (см. фармакодинамика); им также была исследована температурная зависимость ряда важных фармакологических реакций.

### Работы
- Mechanismus der Giftwirkung aromatischer Nitroverbindungen, zugleich ein Beitrag zum Atmungsproblem tierischer und pflanzlicher Zellen. — Berlin : De Gruyter, 1920.
- Açiliş dersleri. — Istanbul : Ihsan, 1935.
- Hayatî ve tıbbî kimya dersleri. — İstanbul : Kader Basımevi, 1937.
- Lipschitz WL, Stokey E: The mode of action of three new diuretics melamine, adenine and formoguanamine // J Pharmacol Exp Ther 83 : 235—249, 1945
- Lipschitz WL, Stokey E: Diuretic action of formoguanamine in normal persons // Journal of Pharmacology and Experimental Therapeutics February 1948, 92 (2) 131—139.

## Семья
С 1921 года Вернер Липшиц был женат на Доре Эдингер (1894—1982) — дочери невролога Людвига Эдингера (1855—1918) и Анны Эдингер (1863—1929); в семье было двое сыновей.